# Acartia hudsonica
Acartia hudsonica is een eenoogkreeftjessoort uit de familie van de Acartiidae. De wetenschappelijke naam van de soort is voor het eerst geldig gepubliceerd in 1926 door Pinhey.